# Лимарева, Мария Ивановна
Мария Ивановна Лимарева (21 августа 1928 — 14 июля 2016) — передовик советского сельского хозяйства, звеньевая колхоза имени Ленина Шебекинского района Белгородской области, Герой Социалистического Труда (1965).

## Биография
Родилась в 1928 году в селе Крапивное Шебекинского района (ныне — Белгородской области).
Завершила обучение в семилетней школе. Трудовую деятельность начала в годы Великой Отечественной войны в колхозе имени Ленина Шебекинского района. Также работала в колхозе «Революционная заря». В 1956 году окончила обучение на агрозоотехнических курсах. В этом же году была назначена звеньевой свекловичного звена колхоза имени Ленина. Более 20 лет проработала в этой должности. Всегда показывала высокие результаты своего труда.
Указом Президиума Верховного Совета СССР от 31 декабря 1965 года за получение высоких показателей в сельском хозяйстве и рекордные урожаи сахарной свёклы Марии Ивановне Лимаревой было присвоено звание Героя Социалистического Труда с вручением ордена Ленина и медали «Серп и Молот».
В 1972 году была удостоена звания «Мастер золотые руки». С 1978 года находилась на пенсии.
Проживала в родном селе. Умерла 14 июля 2016 года.

## Награды
За трудовые успехи была удостоена:
- золотая звезда «Серп и Молот» (31.12.1965)
- орден Ленина (31.12.1965)
- другие медали.